# 奇蹟 (科羅拉多州)
奇蹟（英語：Marvel）是位於美國科羅拉多州拉普拉塔縣的一個非建制地區。該地的面積和人口皆未知。

## 地理
奇蹟的座標為37°06′45″N 108°07′33″W / 37.11250°N 108.12583°W，而該地的平均海拔高度為2053米（即6735英尺）。